# Sonny Bono
Salvatore Phillip "Sonny" Bono (Detroit, Michigan, 16. veljače 1935. – South Lake Tahoe, Kalifornija, 5. siječnja 1998.) američki je glazbeni producent, pjevač, glumac i političar čija je karijera trajala tri desetljeća.

## Životopis

### Mladost
Bono je rođen u obitelji talijanskih imigranata u Detroitu, od majke Jean i oca Santa Bona. Pohađao je gimnaziju, ali je nije završio.

### Pogibija
Dana 5. siječnja 1998. Bono je umro od posljedica rana zadobivenih na skijanju (zabio 
se u drvo) na skijalištu Heavenly Ski Resort, pored South Lake Tahoe, u Kaliforniji.
Nakon njegove smrti, Mary Bono izjavila je kako je Sonny bio ovisnik o lijekovima (uglavnom Vicodin i Valium) i kako vjeruje da je za nezgodu odgovorna droga; ni droga ni alkohol nisu pronađeni pri obdukciji.
Cher je održala pogrebni govor na zamolbu Mary. Bono je pokopan u Cathedral Cityju u Kaliforniji. Na epitafu mu stoji "AND THE BEAT GOES ON" (ritam se nastavlja).

## Karijera

### Zabavljačka karijera
- Za dio karijere u duetu s Cher pogledajte Sonny & Cher.

Bono je svoju glazbenu karijeru započeo u Specialty Records, za koju je skladao pjesme, kada je njegovu skladbu  Things You Do to Me snimio Sam Cooke. Nakon toga ranih 1960-ih počeo je raditi s legendarnim glazbenim producentom Phil Spector kao bubnjar, promotor i katica za sve (potrčko).
Jedan od njegovih prvih većih uspjeha bila je pjesma Needles and Pins. Zatim je uslijedio uspjeh sa ženom u duetu Sonny & Cher.
Za sebe i ženu Bono je napisao, aranžirao i producirao veliki broj hitova poput; I Got You Babe i The Beat Goes On, Sonny je nesebično pomagao i Cher u njezinoj solo karijeri kod snimanja hitova Bang Bang i You Better Sit Down Kids.
Bono gotovo da nije ništa snimao kao Sonny, jedini hit koji je imao bila je singl ploča Laugh At Me iz 1965. godine, druga ploča  The Revolution Kind, dospjela je na svega # 70.  Jedini album koji je Bono snimio kao solo izvođač bio je Inner Views iz 1967., koji je loše prošao kod publike.
Sonny je radio sa suprugom Cher sve do sredine 1970-ih,  bili su uspješni tv 
zabavljači u vlastitoj emisiji The Sonny and Cher Show za televizijsku kuću CBS od 
1971. do 1974.
Njihov posljednji zajednički nastup bio je u tv emisiji Late Night with David Letterman 13. studenog 1987. kad su otpjevali svoj veliki hit when they sang I Got You Babe.
Nakon raskida s Cher, Bono je nastavio sa svojom glumačko-komičarskom karijerom koja mu je bolje išla od glazbe, nastupajući u tv serijaima  Fantasy Island i 
The Love Boat. Glumio je i u filmovima, - lik ludog bombaša Joe Seluccia u komediji 
Airplane II: The Sequel te opet u komediji Laku za kosu (1988). 
Njegov posljednji nastup u ulozi zabavljača bio je u tv seriji Lois & Clark: Nove 
avanture Supermana 1993.), u kojem je glumio lik majora Franka Berkowitza.

### Politička karijera
Bono je u politiku ušao nakon vlastitog lošeg iskustva s lokalnom upravom u gradu  
Palm Springsu, Kalifornija u kojem je on htio otvoriti restoran. Nakon toga kandidirao se za gradonačelnika Palm Springsa kao kandidat republikanaca. Pobijedio je i bio gradonačelnik od 1988. – 1992.
Za svojeg mandata želio je da Palm Springs bude otvoreniji za poduzetništvo i otpočeo je s Palm Springs International Film Festivalom, koji se danas održava njemu u čast.
Bono se htio kandidirati na listi Republikanske stranke 
za Senat 1992. godine ali je nominaciju dobio Bruce Herschensohn. 
Bono je uspio na izborima 1994. izabran je kao zastupnik Kalifornije (44 izborni 
okrug) u Zastupnički dom SAD-a. 
Kao političar Bono je jako koristio svoj bivši status medijske zvijezde. Od političkih 
inicijativa ostat će upamćeno da se zalagao se za očuvanje i obnovu kalifornijskog jezera Salton Sea

## Osobni život
Prva mu je supruga bila Donna Rakin. Njome se oženio 1954. godine, a razveo se 1964. S Donnom je imao kćer Christine.
Nakon toga, Bono se oženio pjevačicom i zabavljačicom Cher. S njom je imao kćer Chastity, rođenu 1969. Nakon šest godina, 1975., ponovo se razveo.
Poslije Cher, oženio se TV ličnošću, autoricom i poduzetnicom Susie Coelho, ali se je i s njom rastao 1984. godine. Godine 1986., opet se ženi, s puno mlađom Mary Whitaker, s kojom ima dvoje djece: sina Chesara (rođenog 1988.) i kćer Chiannu Marie (rođenu 1991.).
Sonny je promijenio svoja vjerska uvjerenja i od katolika je postao scijentolog. U službenim je dokumentima i dalje ostalo da je katolik.

## Također pogledajte
- Cher

## Vanjske poveznice
- Sonny Bono na Internetskoj filmskoj bazi
- Biografija Sonny Bono na stranicama američkog kongresa